# Between Two Worlds
Between Two Worlds – debiutancki album norweskiego zespołu metalowego I wydany 14 listopada 2006 roku przez wytwórnię płytową Nuclear Blast. 

## Lista utworów
Opracowano na podstawie źródła
1. "The Storm I Ride" – 3:27
2. "Warriors" – 5:53
3. "Between Two Worlds" – 5:52
4. "Battalions" – 4:46
5. "Mountains" – 6:05
6. "Days of North Winds" – 4:04
7. "Far Beyond the Quiet" – 7:13
8. "Cursed We Are" – 5:14

Utwory dostępne jedynie na limitowanym digipaku.
1. "Bridges of Fire" – 7:36
2. "Shadowed Realms (intro)" – 1:31
3. "Shadowed Realms" – 5:44

## Twórcy
- Abbath Doom Occulta – śpiew, gitara, kompozytor
- T.C. King (King ov Hell) – gitara basowa
- Ice Dale (Arve Isdale) – gitara
- Armagedda – instrumenty perkusyjne
- Demonaz – teksty utworów